# Sacris solemniis

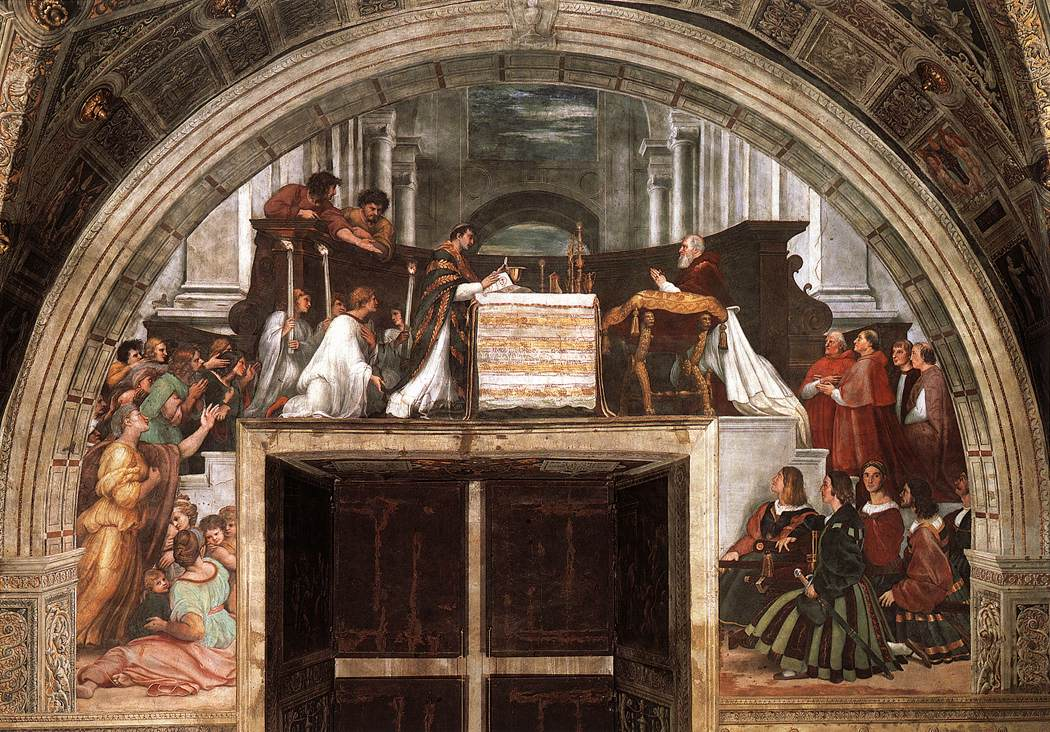
Mše v Bolseně, při které se udál eucharistický zázrak. Hostie v rukou kněze Petra z Prahy začala během přepodstatnění krvácet. (Raffael Santi, 1512)

Sacris solemniis (K svátku tajemnému vroucně přistupujme) je katolický hymnus od svatého Tomáše Akvinského (1225–1274). Byl napsán pro novou Slavnost Těla a Krve Páně. Pojednává o průběhu přepodstatnění chleba a víno v Tělo a Krev Kristovu.
Poslední dvě sloky jsou také užívány jako samostatný hymnus Panis angelicus, který se zpívá při adoraci Nejsvětější svátosti. Jev, kdy je strofa Sacris solemniis začínající slovy „Panis angelicus“ často považována za samostatný hymnus, se vyskytl i u jiných hymnů, které Tomáš Akvinský napsal pro Slavnost Těla a Krve Páně: Verbum supernum prodiens (poslední dvě sloky začínající O salutaris hostia), Adoro te devote (sloka začínající Pie pelicane, Jesu Domine) a Pange lingua gloriosi corporis mysterium (poslední dvě sloky začínající Tantum ergo).

## Text
| Latinsky Sacris solemniis iuncta sint gaudia, et ex praecordiis sonent praeconia; recedant vetera, nova sint omnia, corda, voces, et opera. Noctis recolitur cena novissima, qua Christus creditur agnum et azyma dedisse fratribus, iuxta legitima priscis indulta patribus. Post agnum typicum, expletis epulis, Corpus Dominicum datum discipulis, sic totum omnibus, quod totum singulis, eius fatemur manibus. Dedit fragilibus corporis ferculum, dedit et tristibus sanguinis poculum, dicens: Accipite quod trado vasculum; omnes ex eo bibite. Sic sacrificium istud instituit, cuius officium committi voluit solis presbyteris, quibus sic congruit, ut sumant, et dent ceteris. Panis angelicus fit panis hominum; dat panis caelicus figuris terminum; O res mirabilis: manducat Dominum pauper, servus et humilis. Te, trina Deitas unaque, poscimus: sic nos tu visita, sicut te colimus; per tuas semitas duc nos quo tendimus, ad lucem quam inhabitas. |  | Česky 1. K svátku tajemnému vroucně přistupujme, z hloubi duše k němu píseň zanotujme. Starého se vzdejme, všechno obnovujme, srdce, řeč i skutky změňme. 2. Chvála na památku večeře se vzdává, když v předvečer svátků beránka Pán dává, s ním chléb nekvašený, dávno podle práva v Písmech otcům přislíbený. 3. Když jsou nasyceni jídla tělesného, Pán jim k podivení dá jíst těla svého: vlastní rukou láme všem i pro každého, sebe – chléb, jak vyznáváme. 4. Pán dal klesajícím tělo v posílení, on dal litujícím krev svou k občerstvení. Tento kalich, praví, je vám pro spasení, pijte z něho věčné zdraví. 5. Tím je provždy dána svátost Božích dětí, ke cti Krista Pána, k spáse nám se světí. Kněžím patří jíst a lidu rozdíleti, tělo Páně v sboru bratří. 6. Z chleba andělského pro lid chléb se stává, pod způsobou jeho skutečnost je pravá. Ó div předivoucí: Nejchudším se dává, v pokrm Kristus všemohoucí. 7. Bože trojjediný, z trůnu nebeského, sestup do hlubiny duší lidu svého, veď nás cestou spásy z kraje pozemského, v světlo své a sídlo krásy. |  |